# ONE PIECE 〜アドベンチャー オブ ネブランディア〜
『ONE PIECE 〜アドベンチャー オブ ネブランディア〜』（ワンピース アドベンチャー オブ ネブランディア）は、2015年12月19日に土曜プレミアム枠で放送された、テレビアニメ『ONE PIECE』のスペシャル番組。

## 概要
2015年8月放送の『エピソードオブサボ』に続く、土曜プレミアム枠のテレビスペシャル第6弾。土曜プレミアムの2時間スペシャルでは、『3D2Y』（2014年8月放送）に続くアニメオリジナル作品。原作にも登場したフォクシー海賊団が新たな仲間を加えて再登場し、麦わらの一味の前に立ちはだかる。監督はアニメ『ONE PIECE』シリーズの初代ディレクターを担当した宇田鋼之介。
放送前の12月11日深夜には、フォクシー海賊団との「デービーバックファイト」が描かれたTVシリーズ207話 - 219話の特別編集版が関東ローカルで放送された。
2016年3月、BD・DVDが発売された。

## あらすじ
新世界で冒険を続ける麦わらの一味は、かつて負かしたフォクシー海賊団から「デービーバックファイト」のリベンジマッチを挑まれる。しかし、フォクシー海賊団に新たに加わった作戦参謀コーメイが仕掛けた罠により、ゾロとサンジが力を奪われ誘拐されてしまう。
一味は2人を追って霧で包まれた島「ネブランディア」にたどり着くが、そこは海水により発生した霧の影響で、島全体が悪魔の実の能力を封じる「能力者封じの島」であった。仲間を取り戻すため霧の中を突き進む一味に「天才策略家」として知られるコーメイが仕掛けた様々な罠が襲い掛かる。

## 登場人物

### 原作キャラクター
麦わらの一味
- モンキー・D・ルフィ - 田中真弓
- ロロノア・ゾロ - 中井和哉
- ナミ - 岡村明美
- ウソップ - 山口勝平
- サンジ - 平田広明
- トニートニー・チョッパー - 大谷育江
- ニコ・ロビン - 山口由里子
- フランキー - 矢尾一樹
- ブルック - チョー

フォクシー海賊団
- フォクシー - 島田敏
- ポルチェ - 中山さら
- ハンバーグ - 掛川裕彦
- カポーティ - 土田大
- ビッグパン - 大場真人
- ピクルス - 龍谷修武
- イトミミズ - 難波圭一
- チュチューン - 粗忽屋

海軍本部
- モンキー・D・ガープ - 中博史
- つる - 松島みのり

### オリジナルキャラクター
コーメイ
声 - 市川猿之助
フォクシー海賊団に新たに加わったメンバーの一人。正体は海軍本部中将で、海軍戦略戦術研究開発本部特別作戦参謀。
「天才策略家」と知られる、八卦衣風の服を着た男。「○○○○の計」と自ら名付けた作戦で、知略を巡らせることを好む。特に最もシンプルながら、高い効果を発揮する落とし穴を好む。掲げる正義は「知略による正義」。普段は落ち着いた口調だが、後述の理由から海賊に対しては感情的になり尊大な態度をとることがある。白い孔雀の羽を模した軍配を所持しており「白羽のコーメイ」の異名をとる。ルフィからは「軍配男」と呼ばれている。武芸の実力にも秀で、戦闘では軍配とバズーカを用いる。「武装色の覇気」の使い手で、軍配に覇気を纏わせて強化することで、突風を起こしたり刃物のように形状を変えることができる。
幼少時代に海賊に故郷を滅ぼされた経緯から、海賊を「悪」と断定し嫌っており、海賊を滅ぼすために海軍に入隊した。そのため手柄を立てることには興味がなく、海賊を捕える為なら、いかなる責任を受ける覚悟を持つ。その一方で、海軍や政府上層部が秩序維持を名目に王下七武海を容認していることに絶望し、暴力には暴力で対抗するという従来のやり方を変え、非能力者である自分が知恵を駆使して能力者の海賊を捕えることで力のない人々の希望となり、「知略があれば対抗できる」事を知らしめ、海軍の体質をも変えるという野望を持つ。伍長時代はガープの部下だったらしく、当時はひょろっとした体型でガープはコーメイの将来を不安がっていた。今の海軍の体質を変えようという姿勢や、悪魔の実の能力に頼らない信念はガープやつるからも評価されている。
麦わらの一味を捕らえるべくフォクシー海賊団に接触し、わざと敗北することでフォクシーの部下に成り済ましていた。麦わらの一味とのデービーバックファイトでは周到な作戦でゾロとサンジを捕え、能力者であるルフィをも捕えるべく、能力者封じの島と呼ばれる霧の島・ネブランディアにある拠点まで誘い出す。そこでも、つるから預かった大舞台や地の利、己の策を駆使してロビン、フランキー、ウソップを捕えることに成功するも、最初の島でゾロとサンジが食べたキノコの解毒剤を探していたブルックとチョッパーの策に引っ掛った為に、ルフィの捕縛に失敗してしまう。ルフィとの戦いでは基地内に海水を流し込み弱体化させるも、フォクシーのノロノロビームを浴びた隙に自ら放った砲弾を利用され、海水を全て地下に流される。見下していたフォクシーと最も好む作戦である落とし穴を使って形勢逆転を許し、最後はルフィの渾身の一撃の前に敗北した。
市川は中国三国時代の政治家・軍人、諸葛亮をイメージして演じた。
カンショウ
声 - 木下ほうか
フォクシー海賊団に新たに加わったメンバーの一人。正体は海軍本部将校（階級不明）。
陽気な性格の男。銃の使い手で、狙撃の名手であるウソップに尊敬の念を抱いており、彼を「センパイ」と呼ぶなど、その気持ちを執拗にアピールしている。だがそれは全て演技であり、実際は落ち着いた口調をしている。
ゾロたちの奪還に向かうルフィとフォクシーに同行し、ネブランディアではフォクシーの側に付いていたが、ルフィがコーメイの落とし穴から生還した直後に、彼を背後から狙撃して正体を現す。しかし、銃弾はフォクシーのピンバッジに命中していたためルフィは無傷であり、最後は騙されたことに怒ったフォクシーに倒された。
ドウジャク
声 - 音尾琢真（TEAM NACS）
フォクシー海賊団に新たに加わったメンバーの一人。コーメイの部下。正体は海軍本部将校（階級不明）。
大きな髭を生やした巨漢。かなりの自信家で、口癖は「ホラ、俺天才だから」。また「カーカ、カラカラカ」と独特の笑い方をする。複雑な罠やカラクリを簡単に作る超ヤリ手の技師で、技術面でコーメイをサポートする。武器は2本のノコギリで、それらを使うことで銃弾をも捌くことが出来る。
大工としての腕は確かであり、戦いが終わった後もフォクシーは「ドウジャクは仕事には手を抜かなかった」として、彼が改造したセクシーフォクシー号を引き続き使用することを決めた。また、フランキーのサイボーグ技術に興味を持っていたようであり、「あんたの技術は俺が貰うぜ」と話していた。
フォクシー海賊団の海賊船を始め、ネブランディアの海軍基地をも改造していたが、島のカラクリは最後まで披露する事が出来ず、最後はチョッパーたちが連れてきたキノコンダが動き回った際に振って来た大岩が、頭に命中して気絶した。

## 用語
ネブランディア
コーメイが海軍基地にしている新世界にある霧の島。コーメイは自身の理想に叶った環境を持つこの島を「能力者殺しの島」と名付けている。
海水で育ち能力者に反応し絡み付く「海楼石」と同じ効果を持つ島特有のツタや、日没になると間欠泉のカルデラから海水の霧が発生し能力者はまともに歩けなくなる等、その悉くが悪魔の実の能力者にとって不利な環境である。
ヘタレダケ
ネブランディア近くの島のみに生えている新種のキノコ。これを食べるといかなる闘志も失った無気力状態になってしまう。新種であるため図鑑には載っておらず、ヘタレ状態を治すには同じくその島のみに生えている「モドリダケ」を食べさせるしかない。
クシャミダケ
ネブランディア近くの島のみに自生するキノコ。命名はブルック。
散布する胞子を吸い込んだ者はくしゃみが止まらなくなり士気や思考能力が削がれる。終盤では胞子を大量に採取したイトミミズが上空から戦場に撒き散らし、海兵たちを弱体化させるのに利用された。
キノコンダ
声 - 粗忽屋西神戸店
ネブランディア近くの島に生息する巨大蛇。命名はチョッパー。名前の通り頭部が丸みを帯びた三角形でキノコのようになっているのが特徴。そのあまりの巨体からブルックたちには「山が動いてる」と誤認された。
島に仕掛けられた巨大トラバサミに捕まって苦しんでいたところをチョッパーの良心によって手当てを受ける。言葉の通じるチョッパー曰く悪い奴ではなく、自分を救った礼に終盤では麦わら海賊団たちの処刑場までチョッパーやブルックたちを口に含ませて駆けつけ、さらに銃弾を通さない頑丈な皮膚で暴れ回って海軍たちを蹂躙するなど、ルフィたちの勝利に貢献した。

## スタッフ
- 原作 - 尾田栄一郎
- 企画 - 狩野雄太、出樋昌稔、櫻田博之、小山弘起
- 脚本 - 冨岡淳広
- 音楽 - 田中公平、井内啓二、浜口史郎、丸尾稔、岩崎文紀
- 製作担当 - 藤岡和実
- 編集 - 牧信公
- 録音 - 渡辺絵里奈
- 効果 - 新井秀徳
- 選曲 - 神保直史
- 撮影監督 - 長田雄一郎
- CGディレクター - 能沢諭、鎌田匡晃
- 色彩設計、色指定 - 堀田哲平
- 美術監督 - 渡辺佳人、小川友佳子
- キャラクターデザイン・総作画監督 - 高木雅之
- 絵コンテ - 宇田鋼之介、竹之内和久、所勝美、古賀豪、貝澤幸男
- 作画監督 - 五十内祐輔、飯島弘也、菅原浩喜、菊池勝則、嘉村弘之
- 作画監督補佐 - 河野絵美、吉田巧介、小田武士、はっとりますみ、新垣重文、太田晃博、福本泰子
- 動画検査 - 馬渡久史、フアン・オレンセ、イヴァンミナ
- デジタル特殊効果 - 太田直
- 美術設定協力 - 吉池隆司
- 撮影監督補佐 - 大島由貴
- 編集助手 - 向井咲子
- 録音助手 - 藤村聡
- 記録 - 樋口裕子
- 演技事務 - 角康昭
- 演出 - 三上雅人、中村亮太、矢吹勉
- 演出助手 - 高戸谷一歩
- 製作進行 - 及川泰史、海野和義、木下達矢
- 動画仕上進行 - 黒田進、黒木耕次郎
- 美術進行 - 澤田真央起
- 音楽協力 - 関根瑛一、金野沙矢香、小西岳夫
- 録音スタジオ - 東映デジタルセンター、スリーエススタジオ
- オンライン編集 - 東映デジタルラボ
- 広報 - 清田美智子
- 監督 - 宇田鋼之介
- 制作協力 - 東映
- 制作 - 東映アニメーション、フジテレビ

## 主題歌
主題歌「Black Make Up」
作詞 - Andreas Oberg, Sigurd Rosnes, XIN_G, TIGER / 作曲 - Andreas Oberg, Sigurd Rosnes, XIN_G / 歌 - 安室奈美恵